# Йоханнисталер Шоссе (станция метро)
«Йоханнисталер Шоссе (Гропиусштадт)» (нем. Johannisthaler Chaussee (Gropiusstadt)) — станция Берлинского метрополитена, расположенная на линии U7 между станциями «Бриц-Зюд» (нем. Britz-Süd) и «Липшицаллее» (нем. Lipschitzallee).

## История
Открыта 2 января 1970 года в составе участка «Бриц-Зюд» — «Цвиккауэр Дамм» под названием «Йоханнисталер Шоссе». В 1972 году название станции было дополнено: «Йоханнисталер Шоссе (Гропиусштадт)».

## Архитектура и оформление
Двухпролётная колонная станция мелкого заложения. Архитектор — Райнер Г. Рюммлер. Путевые стены облицованы прямоугольной кафельной плиткой светло-серого цвета, а колонны прямоугольного сечения со скруглёнными краями — стальными листами. Станция имеет два выхода, один из которых расположен в центре платформы и ведёт в одноэтажный наземный вестибюль, другой — в торце платформы.